# Провінція Басейнів та хребтів

Одне з різних географічних визначень провінції

Провінція Басейнів та хребтів — це величезний фізико-географічний регіон, що охоплює значну частину внутрішньої частини Заходу Сполучених Штатів та північно-західної Мексики. Він визначається унікальним рельєфом басейнів та хребтів, що характеризується різкими перепадами висоти, чергуванням вузьких розломних гірських ланцюгів і плоских посушливих долин або улоговин. Фізико-географія провінції є результатом тектонічного розширення, яке почалося близько 17 мільйонів років тому на початку міоцену.
Численні гірські хребти в межах провінції у Сполучених Штатах разом називаються «хребтами Великого Басейну», хоча багато з них насправді не входять до Великого Басейну. Основні хребти становлять хребет Снейк, хребет Панамінт, Білі гори та гори Сандія. Найвища точка, що повністю розташована в межах провінції, — це пік Вайт-Маунтін у Каліфорнії, а найнижча точка — басейн Бедвотер у Долині Смерті з висотою −282 фути (−86 м). Клімат провінції посушливий, з численними екорегіонами. Більшість пустель Північної Америки розташовані в її межах.
Провінцію Басейнів та хребтів не слід плутати з Великим Басейном, регіоном, що визначається своїми унікальними гідрологічними характеристиками (внутрішній дренаж), який перекриває значну частину фізико-географічного регіону Басейнів та хребтів. Також не слід плутати його з Національною пам'яткою Басейнів та хребтів, розташованою у південній Неваді, яка є невеликою частиною набагато більшої провінції.

## Географія

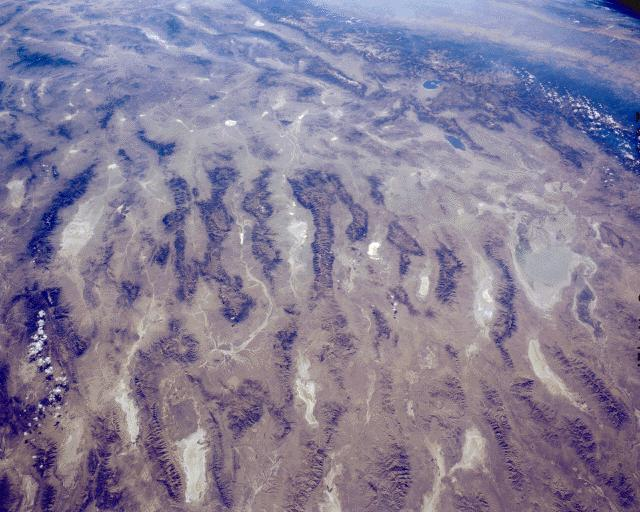
Супутникова фотографія NASA типового рельєфу Басейнів та хребтів у центральній Неваді

Провінція Басейнів та хребтів включає значну частину західної Північної Америки. У Сполучених Штатах вона межує на заході зі східним уступом розлому Сьєрра-Невада та простягається на понад 500 миль (800 км) до його східного кордону, позначеного розломом Васатч, плато Колорадо та рифтом Ріо-Гранде. Провінція простягається на північ до Колумбійського плато та на південь до Трансмексиканського вулканічного поясу в Мексиці, хоча південні межі басейну та хребта є предметом дискусій. У Мексиці провінція Басейнів та хребтів переважає та значною мірою асоціюється з Мексиканським нагір'ям.
Дані свідчать про те, що менш відома південна частина провінції обмежена на сході фронтом насуву Ларамід Східної Сьєрра-Мадре, а на заході — Каліфорнійською затокою та півостровом Баха, причому розломи помітно менш помітні в Західній Сьєрра-Мадре в центрі найпівденнішої провінції Басейнів та хребтів.
До поширених географічних особливостей належать численні бездонні басейни, ефемерні озера, плато та долини больсонів, що чергуються з горами (як описано нижче). Цей район здебільшого посушливий і малонаселений, хоча є кілька мегаполісів, таких як Ріно, Лас-Вегас, Солт-Лейк-Сіті, Фінікс, Тусон, Ель-Пасо — Сьюдад-Хуарес, Мехікалі та Ермосійо.

## Геологія
Загальновизнано, що топографія басейнів і хребтів є результатом розширення та стоншення літосфери, яка складається з земної кори та верхньої мантії. Екстенсивні середовища, такі як Басейни та хребти, характеризуються лістричними нормальними розломами, або розломами, які вирівнюються з глибиною. Протилежні звичайні розломи з'єднуються на глибині, утворюючи геометрію горсту та грабена, де горст відноситься до піднятого блоку розлому, а грабен — до опущеного блоку розлому.
Середня товщина земної кори провінції Басейнів та хребтів становить приблизно 30–35 км і порівнянна з протяжністю континентальної кори по всьому світу. Земна кора разом із верхньою мантією утворює літосферу. Основа літосфери під Басейнами та хребтами оцінюється приблизно в 60–70 км. Думки щодо загального поширення регіону відмінні; проте, середня оцінка становить близько 100 % загального латерального поширення. Загальне латеральне зміщення в басейні та хребті коливається від 60 до 300 км з початку розширення в ранньому міоцені, причому південна частина провінції являє більший ступінь зміщення, ніж північна. Існують докази, які свідчать про те, що розширення спочатку почалося в південній частині Басейнів та хребтів і з часом поширилося на північ.
Кларенс Даттон відомий порівнянням численних вузьких паралельних гірських хребтів, що вирізняють унікальний рельєф Басейнів та хребтів, з «армією гусениць, що повзуть на північ».

### Тектоніка

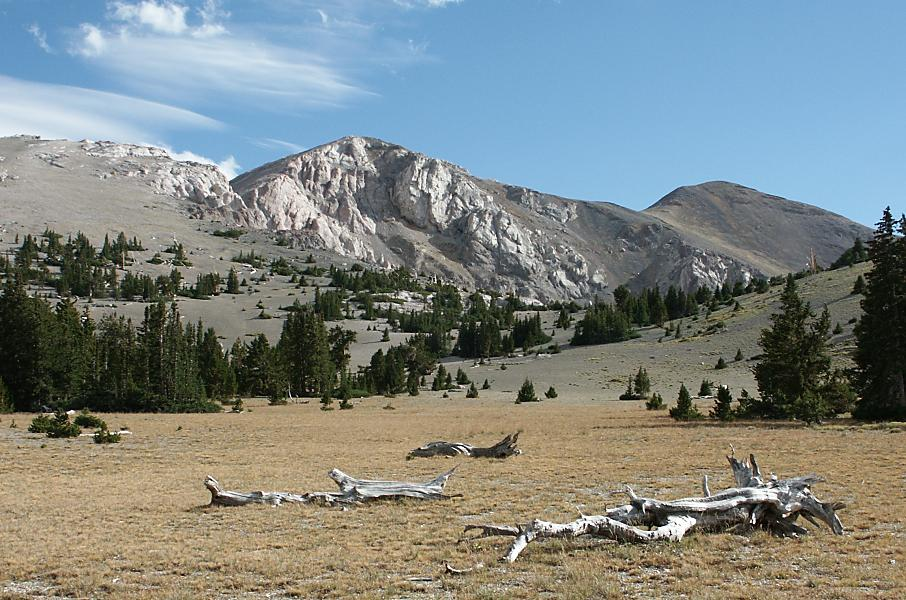
Хребет Снейк

Тектонічні механізми, відповідальні за розширення літосфери в провінції Басейнів та хребтів, є суперечливими, і кілька конкуруючих гіпотез намагаються їх пояснити. Ключові події, що передували розширенню басейнів та хребтів на заході Сполучених Штатів, включають тривалий період стиснення через субдукцію плити Фараллон під західне узбережжя Північноамериканської континентальної плити, що стимулювало потовщення земної кори. Більшість відповідних тектонічних рухів плит, пов'язаних із провінцією, відбулися в неогеновому періоді (23,03-2,58 мільйона років тому) і тривають дотепер. До ранньої міоценової субепохи (23,03—15,97 мільйона років тому) значна частина плити Фараллон була знищена, а хребет спредингу морського дна, який відділяв плиту Фараллон від Тихоокеанської плити (Тихоокеансько-Фараллонський хребет), наблизився до Північної Америки. У середньому міоцені (15,97–11,63 мільйона років тому) Тихоокеансько-Фараллонський хребет був субдукований під Північну Америку, що завершило субдукцію вздовж цієї частини Тихоокеанської околиці; проте плита Фараллон продовжувала субдукуватися в мантію. Рух на цій межі розділив Тихоокеансько-Фараллонський хребет і породив трансформний розлом Сан-Андреас, утворюючи косий зсувний компонент. Нині Тихоокеанська плита рухається на північний захід відносно Північної Америки, що призвело до посилення зсуву вздовж континентальної околиці.
Тектонічна активність, що відповідає за розширення Басейнів та хребтів, є складним та суперечливим питанням серед геологічної спільноти. Найбільш прийнятна гіпотеза полягає в тому, що зсув земної кори, пов'язаний з розломом Сан-Андреас, спричинив спонтанне розломне утворення, подібне до того, що спостерігається у Великому Басейні. Однак сам по собі рух плит не пояснює високого розташування регіону Басейнів та хребтів Західна частина Сполучених Штатів є регіоном з високим тепловим потоком, який знижує щільність літосфери та, як наслідок, стимулює ізостатичне підняття. Літосферні області, що характеризуються підвищеним тепловим потоком, є слабкими, і деформація розтягнення може відбуватися в широкій області. Таким чином, вважається, що розширення Басейнів та хребтів не пов'язане з типом розширення, що виникає внаслідок підняття мантії, яке може спричинити вузькі рифтові зони, такі як зони потрійного з'єднання Афар. Геологічні процеси, що підвищують тепловий потік, різноманітні, проте деякі дослідники припускають, що тепло, яке утворюється в зоні субдукції, передається до верхньої плити в міру протікання субдукції. Рідини вздовж зон розломів потім передають тепло вертикально через земну кору. Ця модель призвела до зростання інтересу до геотермальних систем у Басейнах та хребтах, і вимагає врахування постійного впливу повністю субдукованої плити Фараллон у продовженні, що відповідає за провінцію Басейнів та хребтів.

### Метаморфічні основні комплекси
У деяких місцях Басейнів та хребтів метаморфічний фундамент видно на поверхні. Деякі з них є метаморфічними ядровими комплексами (MCC), ідея, яку вперше розроблено на основі досліджень у цій провінції. Метаморфічний ядровий комплекс виникає, коли нижня кора виноситься на поверхню внаслідок розширення. МКК у басейнах та хребтах не інтерпретувалися як пов'язані з розширенням земної кори до 1960-х років. Відтоді подібні деформаційні закономірності були виявлені в МКК у Басейнах та хребтах, що спонукало геологів розглянути їх як групу пов'язаних геологічних особливостей, утворених розширенням земної кори протягом кайнозойської ери (66 мільйонів років тому до теперішнього часу). Вивчення метаморфічних центральних комплексів дало цінне уявлення про процеси розтягнення, що сприяють формуванню басейнів та гірських хребтів.

### Вулканізм
До еоцену (від 55,8 ±0,2 до 33,9 ±0,1 Ma) швидкість конвергенції Фараллонської та Північноамериканської плит була швидкою, кут субдукції був невеликим, а ширина плити була величезною. Протягом еоцену сили стиску, пов'язані з субдукцією плит Фараллон, внаслідок орогенезів Лараміда, Севієра та Невади, припинилися, взаємодія плит змінилася з ортогонального стиснення на косий зсув, а вулканізм у провінції Басейнів та хребтів спалахнув (спалах ігнімбритів середньо-третинного періоду). Припускається, що ця плита й далі залишалася підсунутою приблизно до 19 Ма, коли воно було повністю поглинуте, а вулканічна активність частково припинилася. Олівіновий базальт з океанічного хребта вивергся близько 17 Ма та розширення почалося.

### Вулканічні області
- Великий Басейн вулканізм:
  - Південно-західне вулканічне поле Невади (SWNVF)
  - Ревіль рейндж та Вулканічне поле Місячного кратера
  - Індіанський пік вулканічного поля, Невада/Юта
  - Вулканічне поле Мерісвейл, Юта
- Вулканічне поле Моголлон-Датіль:
  - Бурсум
  - Еморі
  - Орган (Лас-Крусес, Гори Донья Анна, Organ Mountains)
  - Сокорро (кальдера)
- Хемес Лайнмент:
  - Вулканічне поле Сан-Карлос
  - Спрінгервільське вулканічне поле
  - Вулканічне поле Ред Гілл[20]
  - Зуні-Бандера
  - Маунт-Тейлор вулканічне поле
  - Хемес вулканічне поле
- Вулканічне поле Транс-Пекос:
  - Національний парк Біґ-Бенд
  - Гори Дейвіс

## Мінеральні ресурси
Окрім невеликої кількості нафти Невади, провінція Басейнів та хребтів постачає майже всю мідь та більшу частину золота, срібла та бариту, що видобуваються у Сполучених Штатах.[джерело?]

## Додаткова інформація
- Baldridge, W. Scott (13 травня 2004). Geology of the American Southwest: A Journey Through Two Billion Years of Plate Tectonic History. Cambridge University Press. ISBN 978-0521016667.
- Fiero, Bill (2009). Geology of the Great Basin. University of Nevada Press. ISBN 978-0874177909.
- Plummer; McGeary; Carlson (1999). Physical Geology (вид. Eighth). Boston: McGraw-Hill. с. 321, 513, 514. ISBN 978-0697374042.
- McPhee, John (1982). Basin and Range. New York: Farrar Straus & Giroux. ISBN 978-0374516901.
- Schellart, W.P.; Stegman, D.R.; Farrington, R.J.; Freeman, J.; Moresi, L. (16 липня 2010). Cenozoic Tectonics of Western North America Controlled by Evolving Width of Farallon Slab. Science. 329 (5989): 316—19. Bibcode:2010Sci...329..316S. doi:10.1126/science.1190366. PMID 20647465.
- Dickinson, William R. (December 2006). Geotectonic Evolution of the Great Basin. Geosphere. 2 (7): 353—68. Bibcode:2006Geosp...2..353D. doi:10.1130/GES00054.1.